# Memo (Windows)
Memo (anche detto Sticky Notes) è un software incluso in Windows 7, Windows 8, e Windows 10 (pubblicata quest'ultima versione da un programmatore indipendente da Microsoft). È stato presente in Windows Vista come gadget per Windows Sidebar, è nato in Windows XP Tablet PC Edition nel 2002. Il programma consente agli utenti di prendere appunti con Post-it con finestre sul proprio desktop. Secondo un dipendente Microsoft, ad aprile 2016 c'erano otto milioni di utenti mensili che utilizzavano Sticky Notes.

## Sviluppo
Il gadget Sticky Notes originale era uno dei tanti inclusi con Vista. Sebbene i gadget continuassero in Windows 7, Sticky Notes è stato rimosso dall'elenco ed è stata creata un'app standalone, costruita sulla piattaforma Win32, che poteva comunque aprirsi all'avvio. Questa versione non supporta direttamente l'input di penna digitale. Il colore predefinito è il giallo, ma sono offerti altri cinque colori. Sticky Notes ha le jumplist e un'anteprima della barra delle applicazioni, che mostra le note in una pila. Le note adesive vengono salvate automaticamente. Questa versione è stata riutilizzata in Windows 8 e nelle versioni iniziali di Windows 10.
Nell'aggiornamento dell'anniversario di Windows 10, è stata introdotta una nuova versione basata sulla Universal Windows Platform. Può essere avviato come app autonoma o parte dell'area di lavoro di Windows Ink. Quest'ultimo metodo fa sì che lo spazio dietro le note diventi sfocato. La nuova versione accetta direttamente l'input penna e può riconoscere parole e lettere nel testo scritto a mano. Le nuove Sticky Notes forniscono informazioni sulle azioni quando viene digitato o scritto un ticker e forniscono informazioni sul volo quando viene digitato o scritto un numero di volo. Ha l'integrazione con Cortana e può creare promemoria dalle note che includono una data. A differenza della versione di Windows 7, l'anteprima della barra delle applicazioni di questa versione mostra un'immagine stock anziché le note create da un utente. Inizialmente non aveva una jump list, ma quella è stata aggiunta nella versione 1.6.2 il 6 febbraio 2017.

## Sincronizzazione
Memo può sincronizzare le note su più dispositivi, non solo con i dispositivi Windows 10, ma anche con i dispositivi iOS e Android che eseguono Microsoft OneNote. Un client web per modificare le note adesive è disponibile anche sul sito web di OneNote, nella posizione oscura di onenote.com/stickynotes.
Sui dispositivi Android, Microsoft Launcher può mostrare note adesive sincronizzate con un'istanza locale dell'app OneNote.